# 豊満水力発電所
豊満水力発電所（フォンマンすいりょくはつでんしょ）は、中華人民共和国、吉林省の吉林市東南24キロの第二松花江上にある水力発電所。豊満（フォンマン）ダム。

## 歴史
1931年に満州事変が起こると巨大な軍需産業が勃興し、満州では電力不足が問題となっていた。そこで、1936年に700m～800mもの川幅があった旧満州の第二松花江に「豊満ダム」を建設する計画が策定された。堤長1,100m、高さ91m、提頂幅8m、提体積220万㎥、基礎掘削量190万㎥のコンクリート重力式ダムで、当時としてはグランドクリーダム、フーバーダムに次ぐ世界的規模の大きさだった。
日本占領時代の1937年に建設が始められ、1945年8月の第二次世界大戦終結までにダムの 87%、発電機据付けの 25%が完成したが、日本の敗戦後に破壊された。中華人民共和国建国後、復興と改造が進められ、1957年に完成した。
日本のゼネコンである大豊建設は、このダム建設に関わった技術者たちが興した会社である。社名の「大豊」は豊満ダムに由来している。

## 発電能力
9台の発電機が装備され、総容量は55.4万kW、年平均発電量は18.9億kWhである。現在のところ東北電力網中の主力発電所であり、主として電力網のピーク時調節と事故に備える任務を負っている。